# 斯外迭县
斯外迭县一译斯维推泼县，是柬埔寨柴桢省下辖的一个县。柬埔寨华人称之为檖蝶县。
据1998年人口普查，此县共有59,650人。